# Skaneateles (ville, New York)
Ne doit pas être confondu avec Skaneateles (village, New York).
Skaneateles est une ville (town) du comté d'Onondaga, dans l'État de New York, aux États-Unis,. En 2010, elle comptait une population de 7 209 habitants.

## Démographie
Lors du recensement de 2010, la ville comptait une population de 7 209 habitants. Elle est estimée, en 2016, à 7 254 habitants.